# Neoserica probsti
Neoserica probsti är en skalbaggsart som beskrevs av Ahrens 2004. Neoserica probsti ingår i släktet Neoserica och familjen Melolonthidae. Inga underarter finns listade i Catalogue of Life.